# São Sebastião do Paraíso (tiểu vùng)
São Sebastião do Paraíso là một tiểu vùng thuộc bang Minas Gerais, Brasil. Tiều vùng này có diện tích 5145 km², dân số năm 2007 là 253121 người.